# کازویوکی فوده‌یاسو
کازویوکی فوده‌یاسو (انگلیسی: Kazuyuki Fudeyasu؛ زادهٔ) فیلم‌نامه‌نویس اهل ژاپن است.